# 鄢本恕
鄢本恕（？—1511年），明朝四川起事领袖。
1509年，四川保宁人刘烈起事失败被杀，十二月，保宁人蓝廷瑞、鄢本恕和廖惠继续反明。蓝廷瑞称“顺天王”，鄢本恕称“刮地王”，廖惠称“扫地王”，部众至十万，设立了四十八总管。蓝廷瑞、廖惠建议根据于保宁，鄢本恕想要以汉中为基础，攻打郧阳。廖惠克通江，杀参议黄瓒。刑部尚书洪钟、四川巡抚林俊在龙滩河俘杀廖惠。蓝廷瑞、鄢本恕在汉中被明军逼回四川。1511年，明军在东乡围困蓝廷瑞、鄢本恕，蓝、鄢想从土司彭世麟之地突围。彭世麟与洪钟联合，诱骗蓝廷瑞、鄢本恕蓝等二十八人到彭世麟之营赴宴。将他们全部俘虏。起事军瓦解。余部由廖麻子统领，联合曹甫、方四继续反明。